# Rybakowo (Leśny Rów)
Rybakowo (niem. Schönthal A i Schönthal B) – część wsi Leśny Rów w Polsce, położona w województwie warmińsko-mazurskim, w powiecie kętrzyńskim, w gminie Srokowo. Wchodzi w skład sołectwa Leśny Rów.
W latach 1975–1998 Rybakowo administracyjnie należało do województwa olsztyńskiego.